# Heřman z Kolowrat
Heřman Kolowrat zvaný Pražský (německy Hermann Kolowrat von Prag, latinsky Hermannus de Praga, * kolem roku 1280 v Praze – 31. prosince 1349 Orneta, Varmie) byl český šlechtic, politik a církevní činitel. V letech 1337 až 1349 působil jako biskup varmijské diecéze.

## Život
O Heřmanově původu není mnoho známo. Pravděpodobně pocházel z měšťanské rodiny, která se do Prahy přistěhovala z Mělníka.
Své první vzdělání získal ve vlasti, ale další vzdělání získal v zahraničí. Bakalářský titul v roce 1300 na univerzitě v Boloni a později také vyšší akademický titul Doctor decretorum. 
Kdy se stal kustodem katedrály sv. Víta v Praze, není známo. V roce 1327 byl papežským kaplanem a auditorem římské roty na dvoře v Avignonu. Byl také kanovníkem královské kapituly sv. Petra a Pavla na Vyšehradě a kanovníkem v Řezně. 
Papež Benedikt XII. jej v prosinci 1337 jmenoval biskupem ve Varmii proti odporu Řádu německých rytířů a katedrální kapituly, která v roce 1334 zvolila Martina Zindala. Sám papež mu počátkem roku 1338 udělil biskupské svěcení. Protože mu katedrální kapitula odmítla přístup do Warmie, jeho přítomnost v diecézi Varmie je doložena až na začátku srpna 1340.
Heřman velmi přispěl k osídlení své diecéze. Založil asi 75 nových měst a v roce 1340 se dohodl na hranicích svého biskupství s biskupem samlandským Johannem Clarem a v roce 1341 s Řádem německých rytířů. V Lidzbarku v roce 1341 je také poprvé doložen varmijský arcijáhen. V roce 1346 se mu podařilo dohodnout s katedrální kapitulou na rozdělení země.
Již v roce 1341 založil podle českého vzoru světský kanovnický klášter u Nejsvětějšího Spasitele a Všech svatých v Ploskini u Branievu, který byl roku 1343 přestěhován do Głotowa a roku 1347 do Dobrého Města. V roce 1343 zorganizoval první diecézní synod ve Frauenburgu. V roce 1347 se v Reszelu usadili augustiniáni poustevníci z bavorské řádové provincie, po nich v roce 1349 františkáni ve Barczewu.
Heřman Pražský napsal několik teologických a kanonických spisů. Podporoval vzdělání a školy a založil nové město Braunsberg. Kvůli svému stáří jmenoval v roce 1343 svého katedrálního kustoda Johanna Stryprocka (pozdějšího biskupa Johanna II. Stryprocka) administrátorem, který byl primárně odpovědný za světskou správu. V roce 1348 Hermann vysvětil nový chór fromborské katedrály, kde byl po své smrti 31. prosince 1349 pohřben.